# Laeliocatarthron
× Laeliocatarthron, (abreviado  Lcr ) en el comercio, es un híbrido intergenérico entre los géneros de orquídeas Cattleya × Caularthron × Laelia. Fue publicado en Orchid Rev. 113(1262, Suppl.): 21 (2005).